# Cratere Palikir
Palikir  è un cratere sulla superficie di Marte.